# Alberto Suppici
Alberto Horacio Suppici (Colônia do Sacramento, 20 de novembro de 1898 — Montevidéu, 21 de junho de 1981) foi um futebolista e treinador de futebol uruguaio.
Foi o técnico da Seleção uruguaia de Futebol que venceu o primeiro Campeonato Mundial de Futebol, disputado no Uruguai, em 1930, tornando-se o mais jovem treinador a conquistar o título, aos 31 anos.

## Carreira
Na época de jogador, Suppici atuou apenas no Nacional de Montevidéu, entre 1915 e 1923, tendo obtido o heptacampeonato nacional.
Em 1917, funda o Plaza Colonia, cujo estádio foi renomeado em sua homenagem.
Além da Seleção Uruguaia, Suppici treinou o Central Español entre junho e setembro de 1935, quando voltaria a comandar a Celeste Olímpica, mas não conseguiu classificá-la à Copa de 1938. Em 1945, treina o Peñarol, última equipe de sua carreira.